# Ranunculus lobbii
Ranunculus lobbii là một loài thực vật có hoa trong họ Mao lương. Loài này được A.Gray miêu tả khoa học đầu tiên năm 1886.